# Route nationale 161
Die N161 war eine französische Nationalstraße (französisch Route nationale), die 1824 zwischen Angers und Nuaillé festgelegt wurde. Sie geht auf die Route impériale 181 zurück. Ihre Länge betrug 49 Kilometer. 1973 wurde sie Teil der neuen Führung der N160. Seit 2006 ist die Trasse der N161 abgestuft. Ab 1980 wurde die Umgehungsstraße von Carcassonne eröffnet. Dabei wurde der Westteil zwischen der D118 (Ex N118) und N113 eine Nationalstraße mit der Nummer N161. Dieser wurde 2006 zur D6161 abgestuft.